# Дитионат кальция
Дитионат кальция — неорганическое соединение,
соль кальция и дитионовой кислоты с формулой CaS2O6,
бесцветные кристаллы,
растворяется в воде,
образует кристаллогидраты.

## Получение
- Обменная реакция гидроокиси кальция и дитионата марганца:

{\displaystyle {\mathsf {Ca(OH)_{2}+MnS_{2}O_{6}\ {\xrightarrow {}}\ CaS_{2}O_{6}+Mn(OH)_{2}\downarrow }}}

## Физические свойства
Дитионат кальция образует бесцветные кристаллы.
Растворяется в воде, не растворяется в этаноле.
Образует кристаллогидрат состава CaS2O6•4H2O,
гексагональная сингония,
параметры ячейки a = 1,241 нм, c = 1,872 нм, Z = 12.

## Применение
- Применяется в дитионатном методе переработки карбонатных марганцевых руд.